# مارتا شارگای
مارتا شارگای (اسپانیایی: Marta Xargay‎؛ زادهٔ ۲۰ دسامبر ۱۹۹۰) بازیکن بسکتبال اهل اسپانیا است.
از باشگاه‌هایی که در آن بازی کرده‌است می‌توان به فینکس مرکوری اشاره کرد.
وی در مسابقات کشوری و بین‌المللی در مجموع برندهٔ ۳ مدال طلا، ۲ مدال نقره، ۲ مدال برنز شده‌است.